# Punta de Raz
La punta de Raz (del francès: Pointe du Raz) és un promontori o cap que es troba a la costa atlàntica del departament de Finisterre, a Bretanya, a França. És l'extrem occidental del cap Sizun, situat a la regió històrica bretona de Cornualla. Pren el seu nom del Raz de Sein, el perillós estret que ho separa de la illa de Sein. Es caracteritza per un onatge fort i la presència de corrents d'aigua i vents molt forts. Pertany al municipi de Plogoff.
La seva característica figura en forma de proa l'atreu nombrosos turistes i val estar catalogat com un Grand site national de França. Per aconseguir aquest distintiu, les autoritats de Finisterre van emprendre el 1989 una campanya de recuperació de l'entorn natural del caporal, degradat per l'afluència massiva de visitants (gairebé 850.000 a l'any). Les construccions emplaçades a la mateixa punta van ser esfondrades: l'aparcament, les botigues i el centre d'informació turística van ser reconstruïts a un quilòmetre de distància cap a l'interior, en un estil respectuós de l'arquitectura tradicional de Cornualla, i els hotels van ser suprimits. Les zones de pas dels turistes van ser delimitades per tal de protegir la vegetació original que gairebé havia desaparegut, i es van crear 7 km de senders.
Un Sender Europeu de Gran Recorregut de 3050 km de llarg, l'E5, surt de la punta de Raz per recórrer part del nord-oest europeu fins a la ciutat italiana de Verona.
L'antic far, construït el 1839 a la plana que precedeix l'extrem de la punta, va ser apagat el 1887 quan es va encendre la llum del far de la Vieille, recent construït en un illot rocós davant la punta de Raz. L'antic far va ser llavors ampliat i reconvertit en un lloc de guaita costanera (en francès: sémaphore), que segueix actiu.
A l'accés a la punta, hi ha una estàtua de marbre creada per l'escultor Cyprian Godebski el 1904, Notre Dame des Naufragés (Nostra Senyora dels Nàufrags).